# Bothriomyrmex paradoxus
Bothriomyrmex paradoxus é uma espécie de inseto do gênero Bothriomyrmex, pertencente à família Formicidae.